# Eupogonius laetus
Eupogonius laetus es una especie de escarabajo longicornio del género Eupogonius, tribu Desmiphorini, subfamilia Lamiinae. Fue descrita científicamente por Bates en 1885.

## Descripción
Mide 3,3-5,3 milímetros de longitud.

## Distribución
Se distribuye por Guatemala.